# ナサニエル・E・グリーン

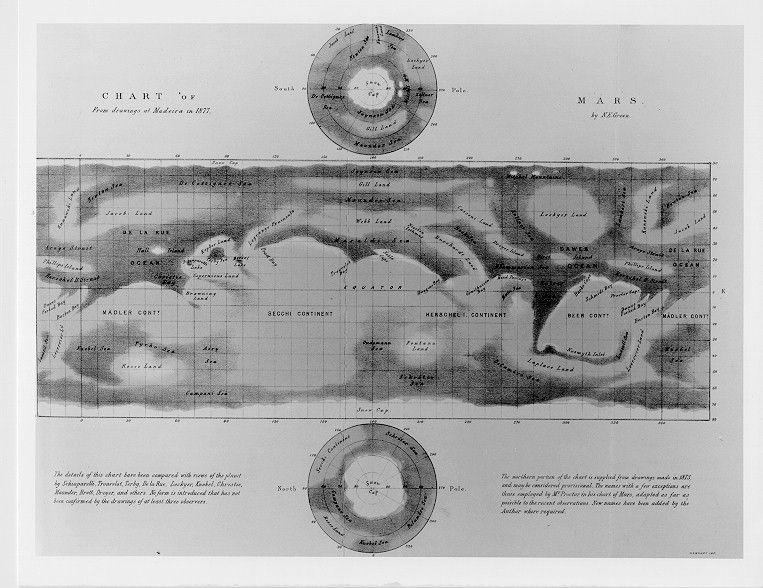
グリーンによる火星の地図

ナサニエル・エベレット・グリーン（Nathaniel Everett Green、1823年8月21日 -  1899年11月10日）は イギリスの画家・美術教師・天文家である。風景画・人物画の画家であるが、天文観測を行い描いた惑星の図で有名となった。
1859年に自作の望遠鏡をつくったことから天文学に興味をもった。1877年に火星の鉛筆スケッチを描いて、よく知られるようになった。火星の「運河」が観測によって生じる幻想であることを主張した。アマチュア天文家の観測を支援する団体、英国天文協会（British Astronomical Association：BAA)の設立メンバーで、1897年から1898年の間会長をつとめた。
1880年にバルモラル城に招かれ、ビクトリア女王を含む皇族に絵画を教えた。月のクレータに命名されている。